# Setge de Sant Mateu (1837)
El Setge de Sant Mateu fou un dels episodis de la primera guerra carlina.

## Antecedents
En el front d'Aragó i el Maestrat, l'execució del líder carlí Manuel Carnicer va ocasionar que Ramon Cabrera assumira el comandament del front. A la primavera de 1836, el militar tortosí ja comandava 6.000 hòmens i 250 cavalls que operaven a l'entorn de Cantavella, que va fortificar i es va convertir en el centre d'operacions, amb una presó, fàbrica d'artilleria i dos hospitals.
Cabrera es va afegir a l'Expedició Gómez per a intentar prendre Madrid, deixant afeblit el Maestrat, i una vegada superat el període de paralització de l'exèrcit causat pel Motí de la Granja de San Ildefonso, Evaristo San Miguel fon nomenat comandant de l'exèrcit del Centre.
Cantavella, en absència de Cabrera, estava defensada en aquell moment pel governador militar carlista Magí Miquel, que comptava només amb un batalló, una patrulla i la Companyia d'Artillería. A pesar dels esforços de José María Arévalo, Evaristo San Miguel, Cantavella fou presa el 31 d'octubre de 1836. Els 200 defensors, en clara inferioritat numèrica, quan va començar el foc d'artilleria es van refugiar en el fort exterior, i d'allà van intentar fugir pels barrancs per a reunir-se amb la força de socors, però foren abatuts per les tropes lliberals, i els presoners van obrir les portes de la ciutat als seus alliberadors.
Privats els carlins del Maestrat de la seua capital i fàbrica d'artilleria, Arévalo s'enfrontà a nombroses desercions fins que el 9 de gener de 1837 Ramon Cabrera, encara convalescent, es presentà a Rubielos de Mora, va recompondre les tropes i la moral, i va llançar un atac sobre les hortes de Castelló, derrotant el 21 de gener a Emilio Borso di Carminati a la batalla de Torreblanca, en la qual Cabrera fou ferit de nou, el 17 de febrer a la batalla de Bunyol i el 29 de març a la batalla de Burjassot, i arribant en una incursió fins a Oriola. El cúmul de derrotes cristines va causar la substitució d'Evaristo San Miguel per Marcelino de Oraá Lecumberri com a comandant de l'exèrcit del Centre.

## El setge
Mentre Oraá recomponia les tropes liberals, Ramon Cabrera i Lluís Llangostera i Casadevall amb dos batallons posaren setge a Sant Mateu el 24 d'abril, defensada per quatre companyies i un batalló d'infanteria, (uns 400 homes) a la vegada que Cantavella fou recuperada per Juan Cabañero y Esponera el mateix 24 d'abril quan la seua guarnició es va rendir, i simultàniament Josep Miralles Marín el Serrador atacava Benicarló.
Cabrera feu desmuntar l'artilleria per usar-la en el setge de Sant Mateu, obrint una bretxa i entrant a l'assalt l'1 de maig i Oraá, que es trobava de camí, només pogué evitar la presa de Benicarló.

## Conseqüències
Gandesa fou atacada de nou infructuosament el mes de maig, i un cop capturada Morella pels carlins en gener de 1838, en estar completament emmurallada es va convertir en la capital carlina i s'hi van traslladar les instal·lacions de Cantavella.